# Tour della nazionale maschile di rugby a 15 della Nuova Zelanda 1929
Gli All Blacks si recano nel 1929 in tour in Australia, nell'anno in cui anche il Queensland torna ad avere una rappresentanza nel Rugby Union Australiano.

## Risultati
Sistema di punteggio: meta = 3 punti, Trasformazione=2 punti. Punizione e calcio da mark=  3 punti. drop = 4 punti. 
| 29 giugno 1929 | New South Wales | 0 – 0 | Nuova Zelanda XV | Cricket Ground |

| 3 luglio 1929 | Newcastle | 6 – 35 | Nuova Zelanda XV |  |

| Arbitro: | A. Mayne |

|                            |           |                                        |
| mete: Gordon c.p.:Lawton 2 | Marcatori | mete: Oliver trasf.: Nepia c.p.: Nepia |

| Sydney 10 luglio 1929 | New South Wales | 9 – 22 | Nuova Zelanda XV | Sydney (Sports Ground) |

| Melbourne 13 luglio 1929 | An Australian XV | 4 – 25 | Nuova Zelanda XV | Exhibition Ground |

| Armidale 17 luglio 1929 | NSW Country | 8 – 27 | Nuova Zelanda XV | Armidale Showground |

| Arbitro: | R. Cooney |

|                                                           |           |                                    |
| mete: Crossman, Ford, McGhie trasf.: Lawton c.p.:Lawton 2 | Marcatori | mete: Grenside, Porter c.p.: Cundy |

| Brisbane 24 luglio 1929 | Queensland | 0 – 27 | Nuova Zelanda XV | Exhibition Ground |

| Arbitro: | A. Mayne |

|                                           |           |                                                           |
| mete: J Ford, King c.p.: Lawton 2, Towers | Marcatori | mete:Grenside, McWilliams Stringfellow trasf.: Lilburne 2 |

| Sydney 31 luglio 1929 | N.S.W. 2nd XV | 12 – 20 | Nuova Zelanda XV | (Cricket Ground) |